# Артамонов, Михаил Петрович
Михаи́л Петро́вич Артамо́нов (22 октября 1914, Стерлитамак, Уфимская губерния — 2 февраля 1966, Магнитогорск, Челябинская область) — советский рабочий-металлург, старший мастер мартеновского цеха № 2 Магнитогорского металлургического комбината. Герой Социалистического Труда (1958).

## Биография
Михаил Артамонов родился 22 октября 1914 года в крестьянской семье в городе Стерлитамаке Уфимской губернии (ныне Республика Башкортостан Российской Федерации).
В 1933 году приехал в Магнитогорск, устроился работать на Магнитогорский металлургический комбинат, работал грузчиком и слесарем, затем устроился на мартеновское производство, сначала был разнорабочим, затем заправщиком мартеновских печей. Был третьим, вторым и первым подручным сталевара, а с 1938 года работал сталеваром.
После начала Великой Отечественной войны перед Магнитогорским комбинатом была поставлена задача освоить выпуск броневых марок стали, однако, мартеновские печи не были приспособлены для варки подобных марок стали. В условиях военного времени и острой необходимости броневой стали инженерно-технические кадры ММК решили не заниматься переустройством печей, а изменить технологию плавки. Данное решение оправдало себя, и уже в скором времени предприятие освоило необычные для себя марки стали, а сталевар Михаил Петрович Артамонов стал одним из первых сталеваров получивших успешные плавки броневой стали.
Позже был переведён в мастера, а затем стал старшим мастером. В подчинении Михаила Артамонова находились печи № 1, № 2, № 3 и № 4 второго мартеновского цеха ММК (по состоянию на 1962 год).
Проявил себя как активный новатор производства, внедрил набивку сталевыпусного отверстия хромобетоном и осуществил новый способ наварки подин. Кроме того, активно участвовал в процессе скоростных плавок стали, то есть увеличении количества выпущенного металла без потери в качестве.
В 1962 году письмо Артамонова об успехах печи № 4 мартеновского цеха № 2 Магнитогорского металлургического комбината было опубликовано в газете «Заря на коммунизма» болгарского города Ловеч. Написал множество статей и заметок о мартеновском цехе № 2 ММК, будучи рабочим корреспондентом газеты «Магнитогорский металл», за что награждался денежной премией.
В 1962 году, вместе с директором комбината Феодосием Вороновым и рядом других видных металлургов, был выдвинут на соискание ленинской премий в области науки и техники за успехи в рационализации и изобретательстве.
Михаил Петрович Артамонов подготовил много квалифицированных рабочих, в их числе Герой Социалистического Труда Иван Андреевич Дмитриев. Ученики вспоминали о нём с глубоким уважением, так как Михаил Петрович очень внимательно относился к ним. Жил в многоквартирном доме на правом берегу Урала, активно занимался благоустройством территории своего квартала.
Михаил Петрович был женат на Елене Моисеевне Артамоновой (1918—1980), в браке родились дочери Любовь и Лидия, сыновья Виктор и Анатолий.
Михаил Петрович Артамонов умер 2 февраля 1966 года, похоронен на Правобережном кладбище города Магнитогорска.

## Награды и звания
- Герой Социалистического Труда (Указ Президиума Верховного Совета СССР 19 июля 1958 года, орден Ленина и медаль «Серп и Молот») — за выдающиеся успехи, достигнутые в деле развития чёрной металлургии[1]
- орден Ленина (1952)[20]
- орден Трудового Красного Знамени
- медаль «За трудовую доблесть» (1949)[21]
- Почётный металлург СССР (1949)[22]

## Публикации
- Михаил Артамонов. За первенство в соревновании // Магнитогорский металл. — Магнитогорск, 1950. — Вып. 75. — С. 2.
- Михаил Артамонов. Нельзя работать нормально // Магнитогорский металл. — Магнитогорск, 1960. — Вып. 145. — С. 1.
- Михаил Артамонов. Ни машины ни труб // Магнитогорский металл. — Магнитогорск, 1962. — Вып. 102. — С. 3.
- Михаил Артамонов. Когда на помощь пришел товарищ // Магнитогорский металл. — Магнитогорск, 1962. — Вып. 113. — С. 2.
- Михаил Артамонов. Четвёртая наш маяк! // Магнитогорский металл. — Магнитогорск, 1962. — Вып. 126. — С. 1.
- Михаил Артамонов. Новые задания будут выполнены // Магнитогорский металл. — Магнитогорск, 1963. — Вып. 76. — С. 3.